# Birkerød Sogn
Birkerød Sogn er et sogn i Rudersdal Provsti (Helsingør Stift).
I 1800-tallet var Birkerød Sogn et selvstændigt pastorat. Det hørte til Lynge-Kronborg Herred i Frederiksborg Amt. 
I Birkerød Sogn ligger Birkerød Kirke. Høsterkøb Kirke blev i 1908 indviet som filialkirke til Birkerød Kirke. Høsterkøb blev så et kirkedistrikt i Birkerød Sogn. Bistrup Kirke blev opført i 1962-67. I 1963 blev Bistrup Sogn udskilt fra Birkerød Sogn. Birkerød sognekommune inkl. Høsterkøb og Bistrup dannede ved kommunalreformen i 1970 Birkerød Kommune, der ved strukturreformen i 2007 indgik i Rudersdal Kommune.
1. august 2018 blev Høsterkøb kirkedistrikt udskilt som det selvstændige Høsterkøb Sogn.
I Birkerød og Høsterkøb sogne findes følgende autoriserede stednavne:
- Birkehave (bebyggelse)
- Birkerød (bebyggelse, ejerlav)
- Brådebæk (bebyggelse)
- Dumpedalen (bebyggelse)
- Gøngehuse (bebyggelse)
- Højbjerg (areal)
- Høsterkøb (bebyggelse, ejerlav)
- Isterød (bebyggelse, ejerlav)
- Kajerød (bebyggelse, ejerlav)
- Lollikhus (bebyggelse, ejerlav)
- Løjesø (vandareal)
- Ravnsnæs (bebyggelse, ejerlav)
- Rude Skov (areal, ejerlav)
- Sandbjerg (bebyggelse, ejerlav)
- Sandbjerg Østerskov (areal)
- Sjælsø (ejerlav, vandareal)
- Skovrød Huse (bebyggelse)
- Ubberød (bebyggelse, ejerlav)
- Øster Sandbjerg (bebyggelse)
- Åsebakken (bebyggelse)